# 희생 플라이
희생 플라이(Sacrifice fly: SF)는 야구 타격 기록의 일종으로, 번트처럼 타수에 포함되지 않는다. 때문에 타율 계산에서는 볼넷과 마찬가지로 무시되지만, 출루율은 낮아진다.
발생 과정을 요약하면 다음과 같다:
- 아웃이 없거나 1아웃일 때, 타자가 공을 친다.
- 야수가 외야에서 공을 플라이 아웃으로 잡는다.
- 3루 주자(경우에 따라서는 2루나 1루 주자)는 원래의 누상에서 기다리고 있다가, 야수가 공을 잡는 순간 홈으로 진루하여 득점에 성공한다.